# Casa del Pueblo (España)

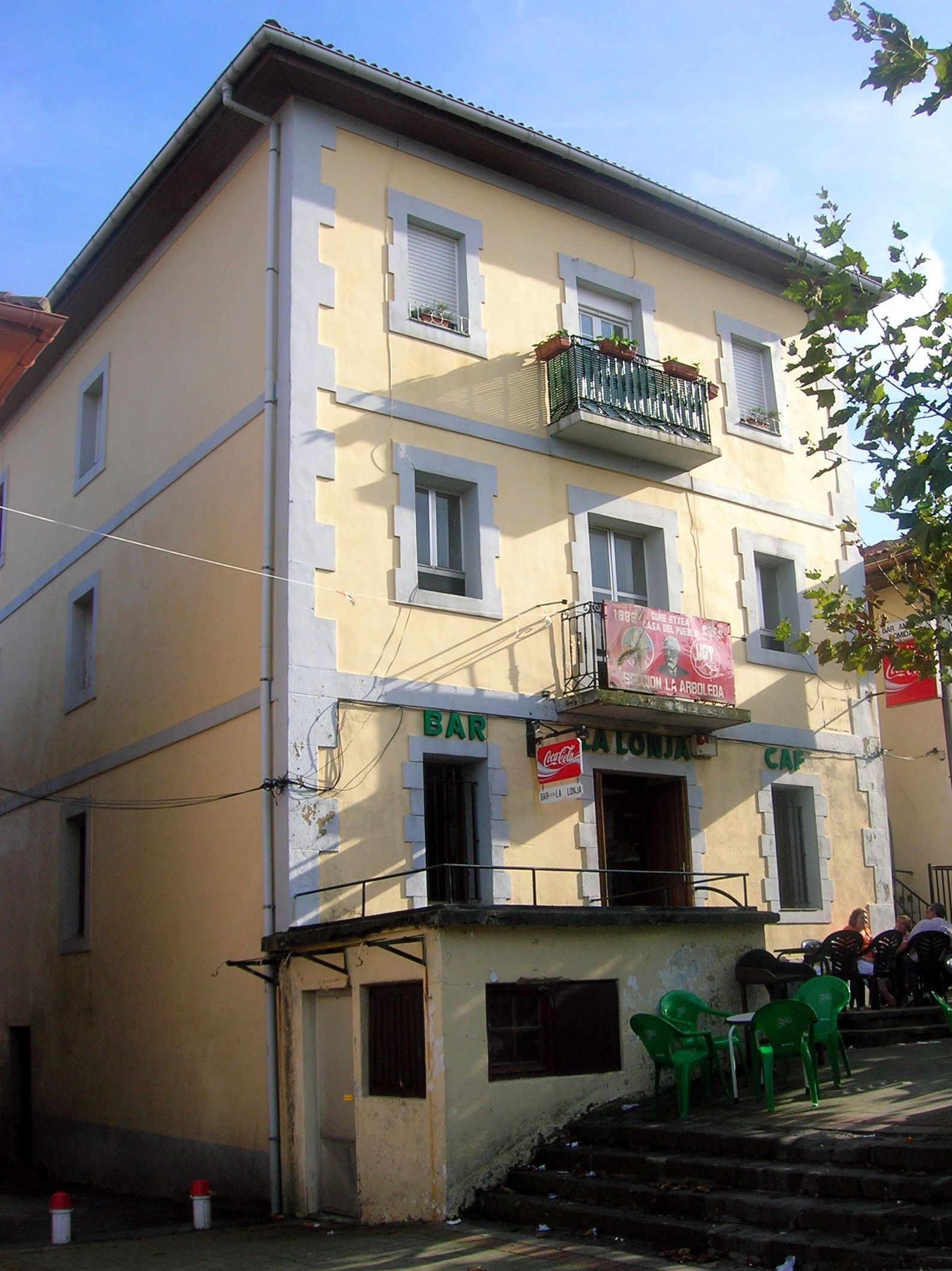
Casa del Pueblo (sede local de la Unión General de Trabajadores y del Partido Socialista de Euskadi - Euskadiko Ezkerra) de La Arboleda, Trápaga, Vizcaya (España). La agrupación local fue fundada en 1888.

Casa del Pueblo es el nombre que se le dio en España a las sedes de la agrupación política del PSOE. El nombre sigue el modelo original francés del siglo XIX para centros obreros («Maison du peuple»), y tomando como ejemplo la abierta en Bruselas en 1898. 
Ha quedado documentada la existencia de aproximadamente 900 casas del pueblo a lo largo de todo el territorio de España con anterioridad a la Guerra Civil, dato que situaba a ese país en el quinto lugar europeo en número de centros.  A lo largo del siglo XX fue sustituido en muchos casos por «Casa de la Cultura».
Además de centro de reunión, se proyectó como espacio pedagógico contra el analfabetismo obrero y base de transición para el acceso a las universidades populares. 
Destaca la actividad de la Casa del Pueblo de Madrid o de La Arboleda, Trápaga, Vizcaya, entre otras. 

## Historia
El precedente social y físico de las casas del pueblo serían los centros obreros que a finales del siglo XIX acompañaron al proceso de propagación del socialismo en España, siendo así habitual que allí donde había una agrupación política o sindical de esta línea ideológica se constituyera una Casa del Pueblo. La primera –en el contexto enunciado– fue fundada en Montijo (Badajoz) en 1901, y la segunda en Alcira (provincia de Valencia) en 1903. 
En 1908  los obreros madrileños tras haberse instalado en las calles Jardines, Bolsa y Relatores pudieron comprar el palacio duque de Frías y de Béjar en la calle del Piamonte; que inauguró Pablo Iglesias el 28 de noviembre de 1908 como local para la reunión y educación del pueblo de Madrid:
"Los obreros han comprado su palacio. [...] Total, las trescientas mil pesetas en que se tasó la casa no eran gran cosa. Millares de jornadas de trabajo, infinitos sacrificios, un poco menos de pan y de alegría; pero al cabo el pueblo iba a tener su casa en el mismo lugar en que el duque de Frías tuvo su palacio. El sacrificio estaba compensado."
Un centenar de asociaciones representantes de 30.000 obreros se domiciliaron así como las afiliadas a la Unión General de Trabajadores en su nueva propiedad colectiva en la que disponían de servicios sanitarios en régimen de mutualidad obrera (primitivo seguro médico para trabajadores con dispensario gratuito de medicinas para los afiliados), biblioteca, orfeón, cuadro artístico, grupo deportivo, cooperativa, teatro y salón-café. Acogió a cerca de 35 000 obreros y campesinos de la capital de España y los pueblos aledaños llegando en 1930 a contar con 250.000 afiliados y más de ciento diez sociedades, asociaciones y federaciones.
El edificio fue demolido en 1953.
El modelo madrileño sería pronto imitado en otras ciudades españolas, sobre todo en Asturias y País Vasco (donde aún se conserva la denominación en la forma euskérica herriko etxea).

### Biblioteca
La biblioteca se inauguró en enero de 1909, tres meses después de que la Casa del Pueblo abriera sus puertas. En 1913 empezó el servicio de préstamo y en 1918 comenzó a funcionar la sala de lectura en el vestíbulo del piso principal. Se contaba ya con 2915 libros y 1448 folletos. Recibió numerosas donaciones de organizaciones y personales, destacando en 1909 la de la biblioteca de Joaquín Pi y Margall por su viuda Manuela Rivadeneyra, en 1925 la de la biblioteca particular de Pablo Iglesias o en 1928 la de ejemplares de Friedrich Lessner, el sastre de Karl Marx, entre otras muchas. 
La biblioteca estuvo abierta hasta 1939 con cerca de 5000 títulos, además de folletos y la hemeroteca. Entonces fue ocupada por tropas franquistas. El edificio se abandonó pronto tras la Guerra Civil y después fue laboratorio un tiempo. Finalmente derribaron la Casa del Pueblo de Madrid en 1953. La biblioteca pudo salvarse y sus fondos se encuentran en la Biblioteca de la Fundación Francisco Largo Caballero, en Alcalá de Henares.

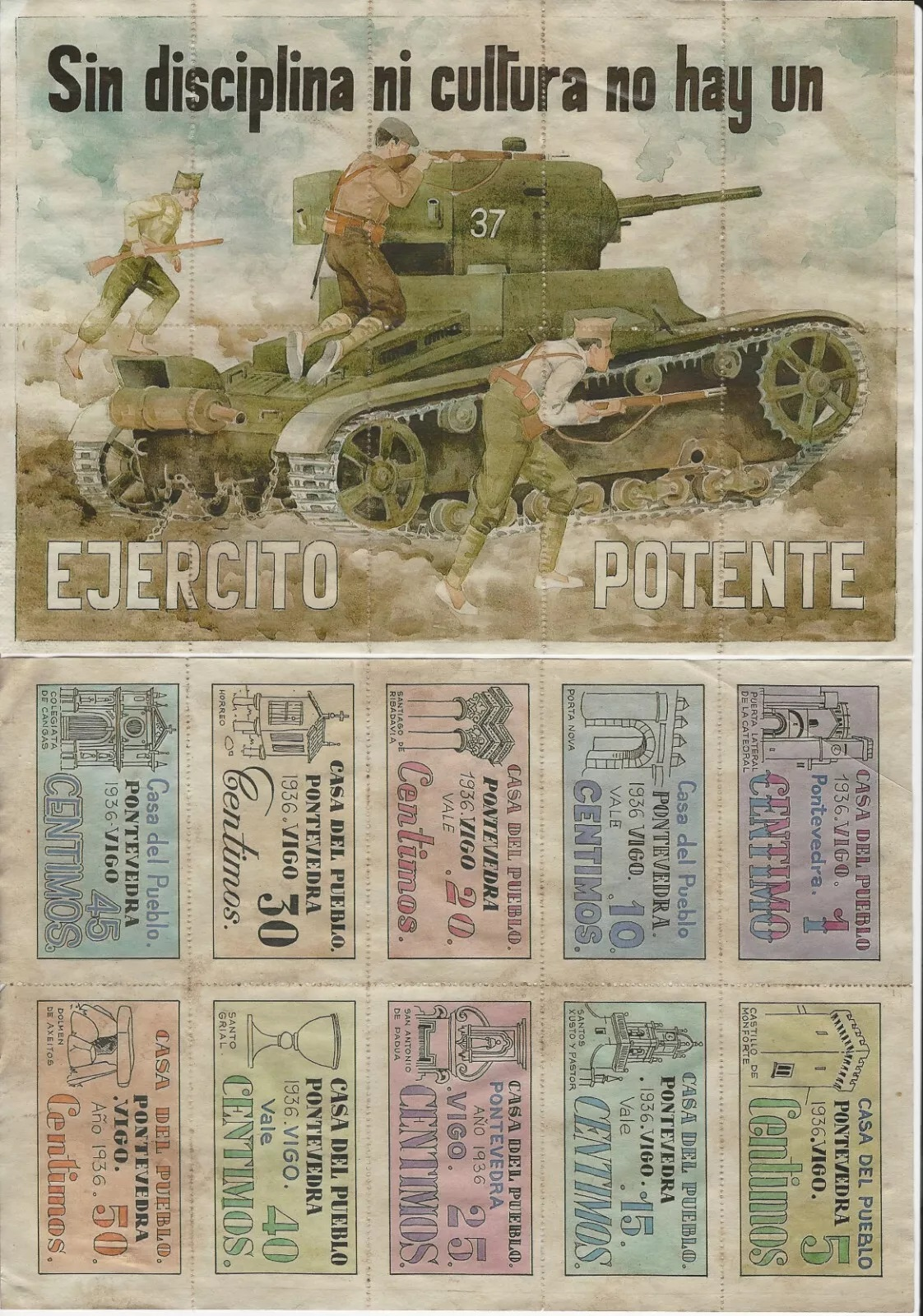
Sin disciplina ni cultura no hay un ejército potente. Casa del pueblo, 1936, Vigo.

### Financiación
A diferencia de otros países europeos, la fundación de casas del pueblo en España, a través de cooperativas, sociedades benéficas o bolsas de trabajo, representó solamente poco más del 10 %. Más de un tercio surgen de las agrupaciones sindicales del mundo rural, mientras que la segunda opción en importancia corresponde a las federaciones locales y a las agrupaciones de oficios diversos. La Unión General de Trabajadores (UGT) ostentó la propiedad del 8 % de las casas del pueblo, cifra que podría elevarse al doble si se añaden las que surgieron en asociación de la UGT con el PSOE.
Además de las organizaciones sindicales o cooperativas promotoras, se crearon también las "juntas pro Casa del Pueblo". Otro medio de sostenimiento y crecimiento posterior fueron las asociaciones de "Amigos de la Casa del Pueblo". La forma más utilizada de financiación fue la venta de acciones y obligaciones entre los afiliados y simpatizantes, y cuyo aporte económico podía ser sustituido con el trabajo personal en la construcción o reforma del edificio, recursos comunes a las Casas del Pueblo de toda Europa. No obstante, en España se recurrió a métodos más 'originales', desde el endeudamiento hipotecario, hasta la inversión de los beneficios obtenidos por otro tipo de actividades y propiedades de los sindicatos, pasando por la celebración de loterías, rifas o sorteos. En poblaciones como Valladolid o Baeza, se llegó a alquilar parte del edificio para sufragar su construcción y mantenimiento.